# Eustochia Calafato
Eustochia Smeralda Calafato, O.S.C. (25. března 1434, Messina – 20. ledna 1485, tamtéž) byla italská římskokatolická řeholnice řádu Chudých sester svaté Kláry, působící jako abatyše kláštera Montevergine v Messině, který založila. Katolická církev ji uctívá jako světici.

## Život
Byla dcerou Bernarda Calafata, bohatého messinského obchodníka, a Mascaldy Romano. Před jejím narozením postihl Messinu mor, pročež její rodiče uprchli do nedaleké vesničky Santissima Annunziata, kde se 25. března 1434, na svátek Zvěstování Panny Marie a současně a Zelený čtvrtek narodila.
Od útlého věku byla známá svoji krásou, ale v 15 letech se proti vůli rodičů rozhodla stát řeholnicí. Vstoupila do kláštera klarisek v Basicò. Přijala řeholní jméno Eustochia a v Basicò poté zůstala více než 10 let. Mezi sestrami se stala známou pro svou zbožnost a askezi. Často bděla, postila se a praktikovala tělesné umrtvování.
Velmi si vážila chudoby, která charakterizovala klarisky, a měla pocit, že klášter v Basicò se v tomto ohledu dostatečně striktně neřídí řeholí. Po diskusích se sestrami a abatyší a se souhlasem papeže Kalixta III. se v roce 1464 rozhodla založit nový klášter v Messině, který se stal známým jako Montevergine („Hora Panny Marie “). Stavební projekt byl zřejmě dokončen díky financování bohatého příbuzného. Byla zvolena abatyší nového kláštera a v době její smrti byl klášter domovem 50 sester. Zemřela 20. ledna 1485 v Messině, kde jsou její neporušené ostatky uchovávány v kostele při jí založeném klášteře Montevergine.
Většina toho, co je o ní známo, pochází z biografie, kterou dva roky po její smrti sepsala jedna z jejích spoluřeholnic, Suor Jacopa Pollicino, dcera barona z Tortorici. Tato biografie však byla objevena až ve 40. letech 20. století.

## Úcta
Dne 14. září 1782 uznal papež Pius VI. její kult jako blahoslavené. Dne 21. března 1985 podepsal papež sv. Jan Pavel II. dekret o jejích hrdinských ctnostech. Dne 8. května 1987 byl uznán zázrak na její přímluvu, potřebný pro její svatořečení. Svatořečena pak byla dne 11. června 1988 v Messině papežem sv. Janem Pavlem II.
Její památka je připomínána 20. ledna. Bývá zobrazována v řeholním oděvu. Je spolupatronkou Messiny.